# Marcinkowice (gromada w powiecie nowosądeckim)
Marcinkowice (od 30 VI 1960 Klęczany) – dawna gromada, czyli najmniejsza jednostka podziału terytorialnego Polskiej Rzeczypospolitej Ludowej w latach 1954–1972.
Gromady, z gromadzkimi radami narodowymi (GRN) jako organami władzy najniższego stopnia na wsi, funkcjonowały od reformy reorganizującej administrację wiejską przeprowadzonej jesienią 1954 do momentu ich zniesienia z dniem 1 stycznia 1973, tym samym wypierając organizację gminną w latach 1954–1972.
Gromadę Marcinkowice z siedzibą GRN w Marcinkowicach utworzono – jako jedną z 8759 gromad na obszarze Polski – w powiecie nowosądeckim w woj. krakowskim, na mocy uchwały nr 26/IV/54 WRN w Krakowie z dnia 6 października 1954. W skład jednostki weszły obszary dotychczasowych gromad Marcinkowice, Klęczany i Rdziostów ze zniesionej gminy Chełmiec w tymże powiecie. Dla gromady ustalono 18 członków gromadzkiej rady narodowej.
Gromadę Marcinkowice zniesiono 30 czerwca 1960 w związku z przeniesieniem siedziby GRN z Marcinkowic do Klęczan i przemianowaniem jednostki na gromada Klęczany.